# Bogdan Stancu
Bogdan Sorin Stancu (Piteşti, Rumania, 28 de junio de 1987) es un futbolista rumano que juega como delantero.

## Trayectoria
Fichó por el Steaua de Bucarest en mayo de 2008 y marcó 11 goles en su primera temporada ahí. En la temporada 2009-10 fue goleador del equipo en la Liga Europa de la UEFA, marcando 6 goles. En la temporada 2010-11 marcó 13 goles en los primeros 18 partidos de liga. El 11 de enero de 2011 fue fichado por el equipo turco Galatasaray, por 5,6 millones de euro más un 30% de un futuro traspaso. 
El 3 de septiembre de 2010 marcó su primer gol para la selección de fútbol de Rumania, contra Albania.

## Selección nacional
Ha sido internacional con la selección de fútbol de Rumania, ha jugado 53 partidos internacionales y ha anotado 14 goles. Fue convocado para jugar la Eurocopa del año 2016, dónde tuvo una buena participación. Jugó el primer partido de su selección frente a la anfitriona, Francia, en nada menos que el partido inaugural del torneo. Allí, marcó un gol de penal a Hugo Lloris, sin embargo, no pudo evitar la derrota de su selección por 2:1. Posteriormente, volvió a marcar de penal ante Suiza, que empató gracias a Admir Mehmedi, finalizando ese partido en empate 1:1. En el último partido, se enfrentó a la selección albanesa, donde tenían que esperar que los suizos perdieran ante Francia y que ellos ganaran ante los albaneses. Sin embargo, Suiza empató 0:0 y Rumania perdió sorpresivamente por 0:1 por culpa del gol del albano Armando Sadiku, quedando eliminados como últimos de grupo.

### Participación en Eurocopas
| Eurocopa      | Sede    | Resultado    | Partidos | Goles |
| ------------- | ------- | ------------ | -------- | ----- |
| Eurocopa 2016 | Francia | Primera fase | 3        | 2     |

## Clubes
| Club                  | País    | Año       |
| --------------------- | ------- | --------- |
| C. S. Mioveni         | Rumania | 2005-2006 |
| F. C. Argeş Piteşti   | Rumania | 2006      |
| F. C. Unirea Urziceni | Rumania | 2006-2008 |
| Steaua de Bucarest    | Rumania | 2008-2010 |
| Galatasaray S. K.     | Turquía | 2011      |
| Orduspor              | Turquía | 2011-2013 |
| Gençlerbirliği S. K.  | Turquía | 2013-2017 |
| Bursaspor             | Turquía | 2017-2018 |
| Gençlerbirliği S. K.  | Turquía | 2019-2021 |
| Eyüpspor              | Turquía | 2021-2022 |